# Proteste in Kazakistan del 2022
Le proteste in Kazakistan del 2022 sono iniziate il 2 gennaio sia nella principale metropoli kazaka, Almaty, sia in tutto il paese asiatico a causa dell'aumento dei prezzi sul consumo del gas energetico, degli alimentari e della benzina per il trasporto. Un gruppo di cittadini kazaki ha attaccato dei palazzi del governo. Secondo le fonti sono morte circa 26 persone, e ci sono stati numerosi arresti.
Il governo del primo ministro Asqar Mamın, su ordine del presidente Qasym-Jomart Toqaev, si dimette. L'OTSC, su richiesta del governo kazako, interviene con una forza di peacekeeping

## Le proteste

### Cause
Le cause sono diverse: l'aumento dei prezzi delle risorse come il metano e il cibo, un autoritarismo da parte del governo e la corruzione di esso, una crisi economica in tutto il paese e una brutalità poliziesca, accompagnata anche da una violazione dei diritti umani da parte delle forze dell'ordine. L'insieme di queste cause ha portato ad un clima di tensione che poi è sfociato in proteste più o meno violente.

### Proteste
Le proteste sono cominciate il 2 gennaio 2022 e sono tuttora in corso, anche se in maniera meno intensa. 
La protesta, inizialmente pacifica, è diventata sempre più violenta, con i manifestanti che hanno preso d'assalto i palazzi governativi, le stazioni di polizia e l'aeroporto.

### La risposta delle forze dell'ordine
In un primo momento le forze di polizia, non preparate ad una manifestazione di queste dimensioni, si sono trovate in difficoltà, con i manifestanti che guadagnavano terreno. Successivamente però, anche grazie all'intervento dei peacekeeper dell'OTSC, provenienti soprattutto dalla Russia, le forze dell'ordine sono riuscite a stabilizzare la situazione.

### Aiuti esteri
In conformità agli accordi dell'OTSC, il presidente kazako ha richiesto il 6 gennaio all'organizzazione l'invio di una forza di peacekeeping. La missione è guidata dall'Armenia e vede la partecipazione della Rapid Response Force dell'organizzazione, con i contingenti di Russia (circa 3000 soldati, il contingente militare più consistente), Bielorussia e Kyrgyzstan per aiutare il governo kazako nella messa in sicurezza di aree chiave del paese.

### Conseguenze
Per tranquillizzare la popolazione e riuscire a sedare la rivolta, il presidente kazako ha deciso di abbassare il prezzo del metano. Inoltre si sono dimessi il primo ministro Mamın e il presidente del consiglio di sicurezza Nazarbaev.

## Reazioni internazionali
- Unione europea: "I diritti e la sicurezza dei civili devono essere garantiti", l'ha scritto tramite il tweet l'Alto rappresentante dell'Unione per gli affari esteri e la politica di sicurezza Josep Borrell.[20]
- Stati Uniti: il portavoce della Casa Bianca Jen Psaki: "Gli Stati Uniti stanno seguendo la situazione e supportano gli inviti alla pace e alle manifestazioni non violente".[21]
- Cina: Il Segretario del Partito Comunista cinese, Xi Jinping, ha criticato le proteste in Kazakistan definendole una "rivoluzione colorata" e condannando le "forze intente a minare il rapporto tra Cina e Kazakistan e ad interferire nella cooperazione tra le due nazioni".[22]
- Turchia: il presidente di turno del Consiglio turco Recep Tayyip Erdoğan ha comunicato telefonicamente l'augurio per la fine della crisi e per la ripresa dei lavori dell'Organizzazione degli Stati Turchi.[23]
- Organizzazione per la sicurezza e la cooperazione in Europa (OSCE): il presidente in esercizio dell'OSCE Zbigniew Rau ha chiesto un ritorno pacifico all'ordine e il rispetto per i processi democratici, auspicando che vengano protetti diritti e libertà, incluse le libertà di assemblea e di espressione.[24]

## Galleria d'immagini

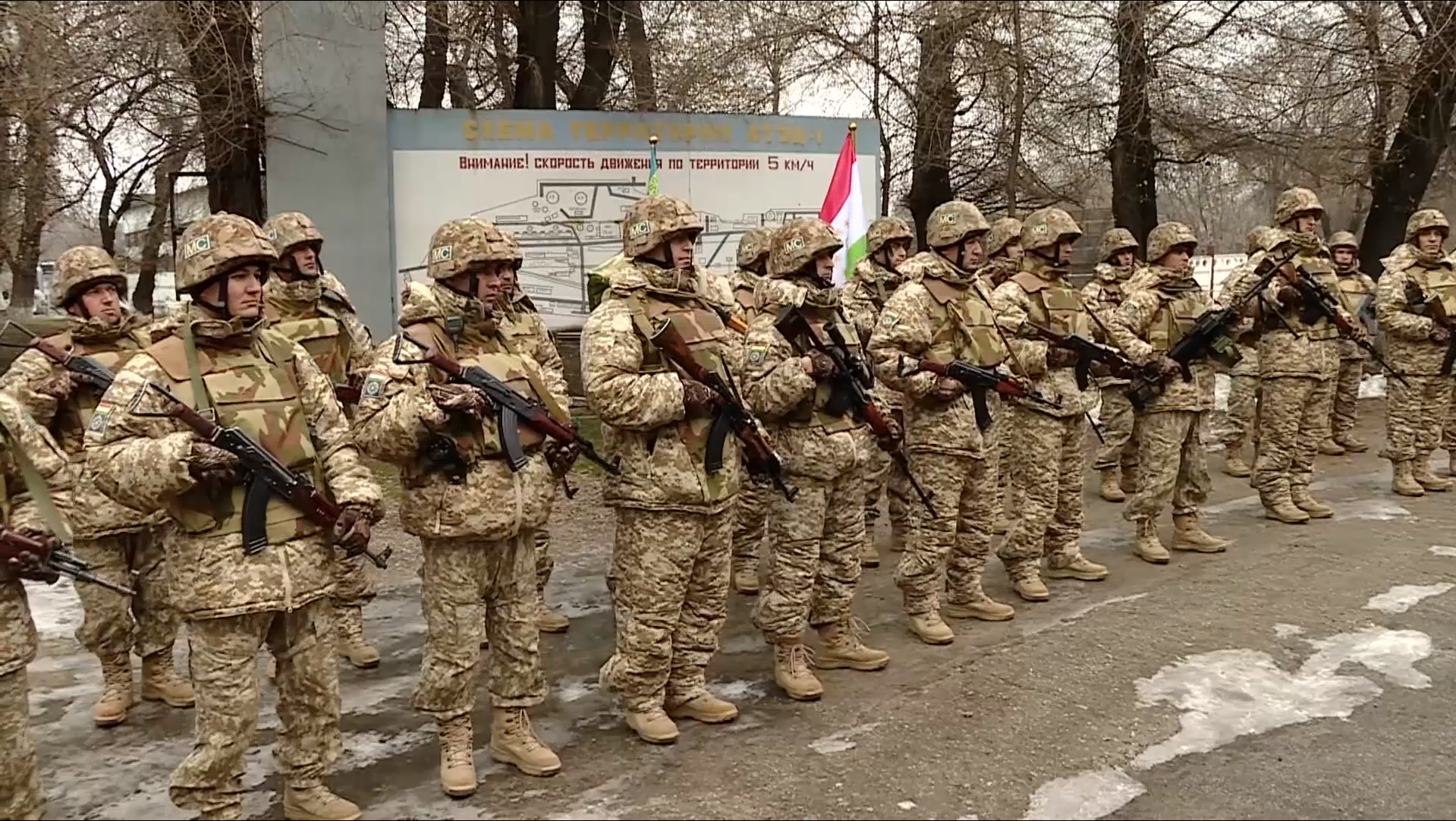
Militari tagiki ad Almaty
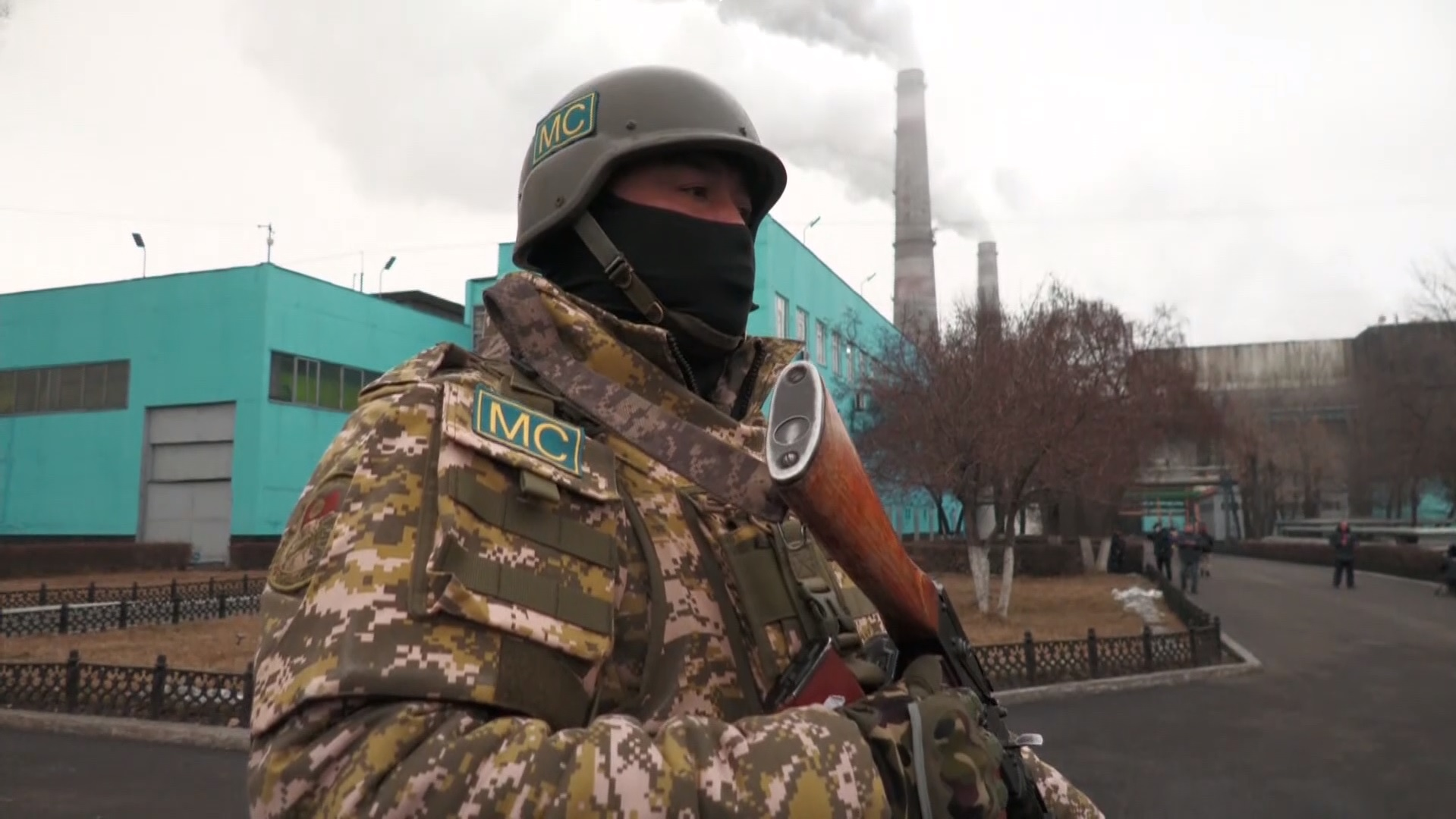
Un soldato kirghiso ad Almaty
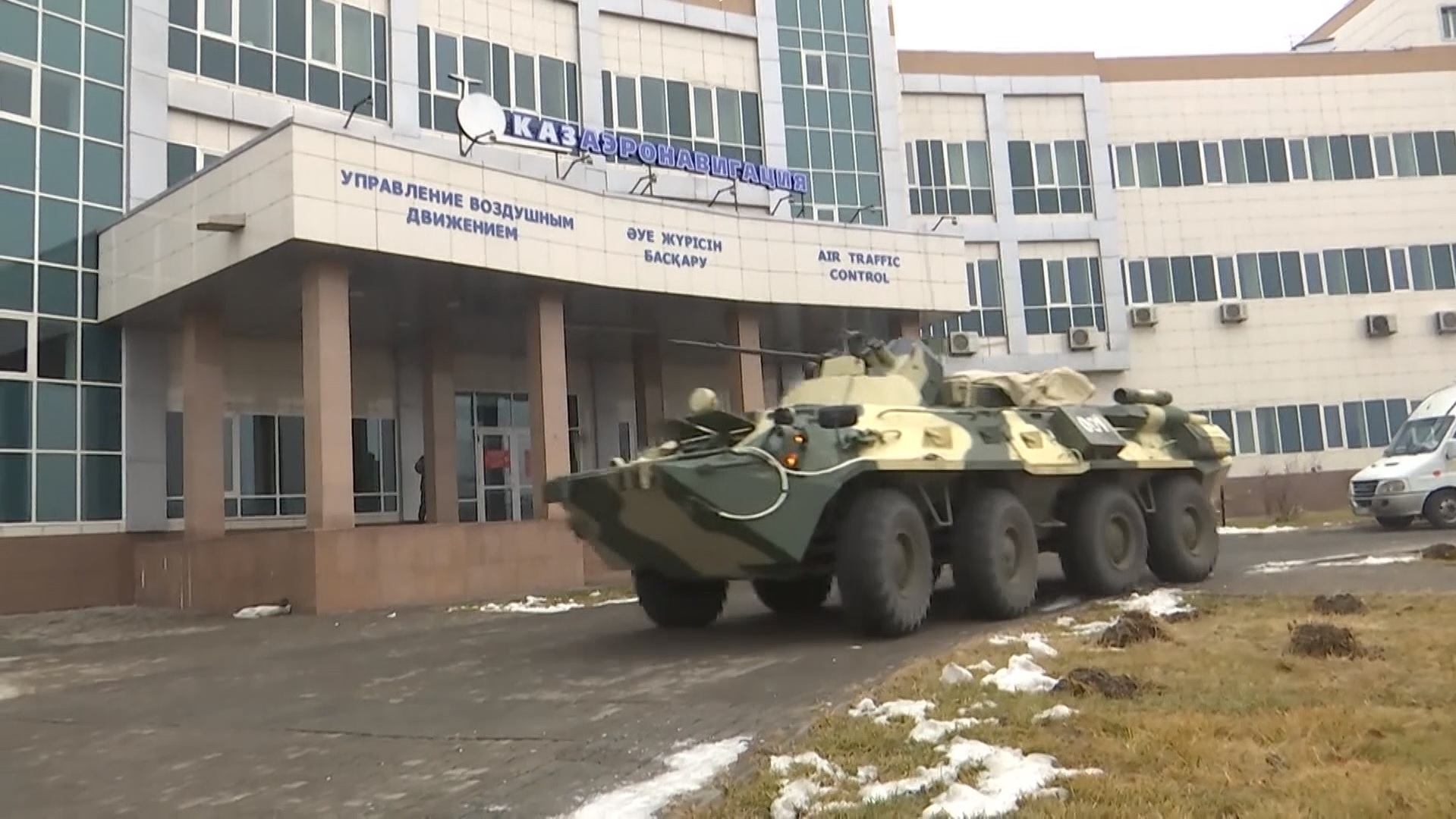
Un blindato dell'OTSC russo che presidia uno dei palazzi
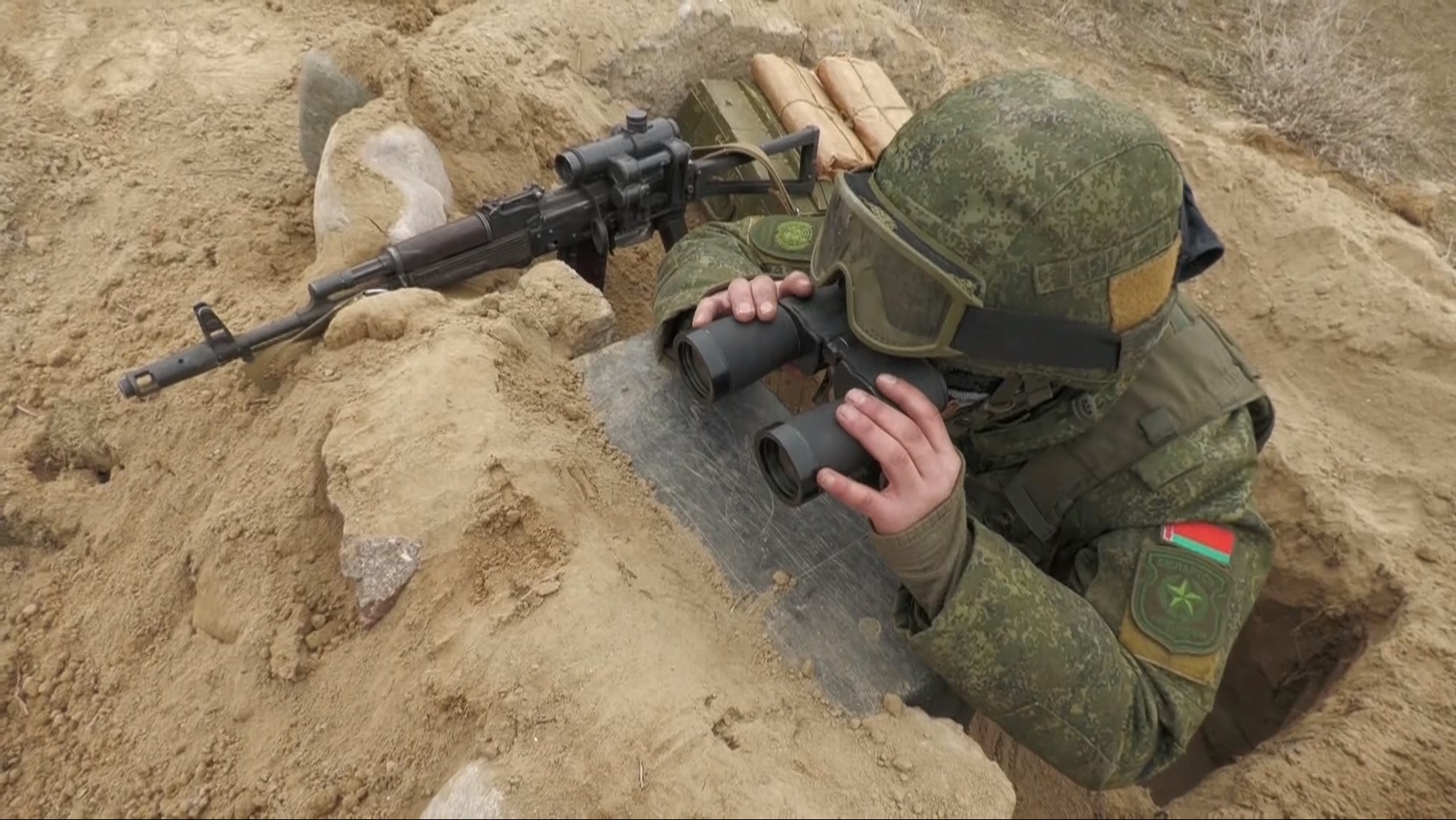
Un soldato dell'OTSC bielorusso
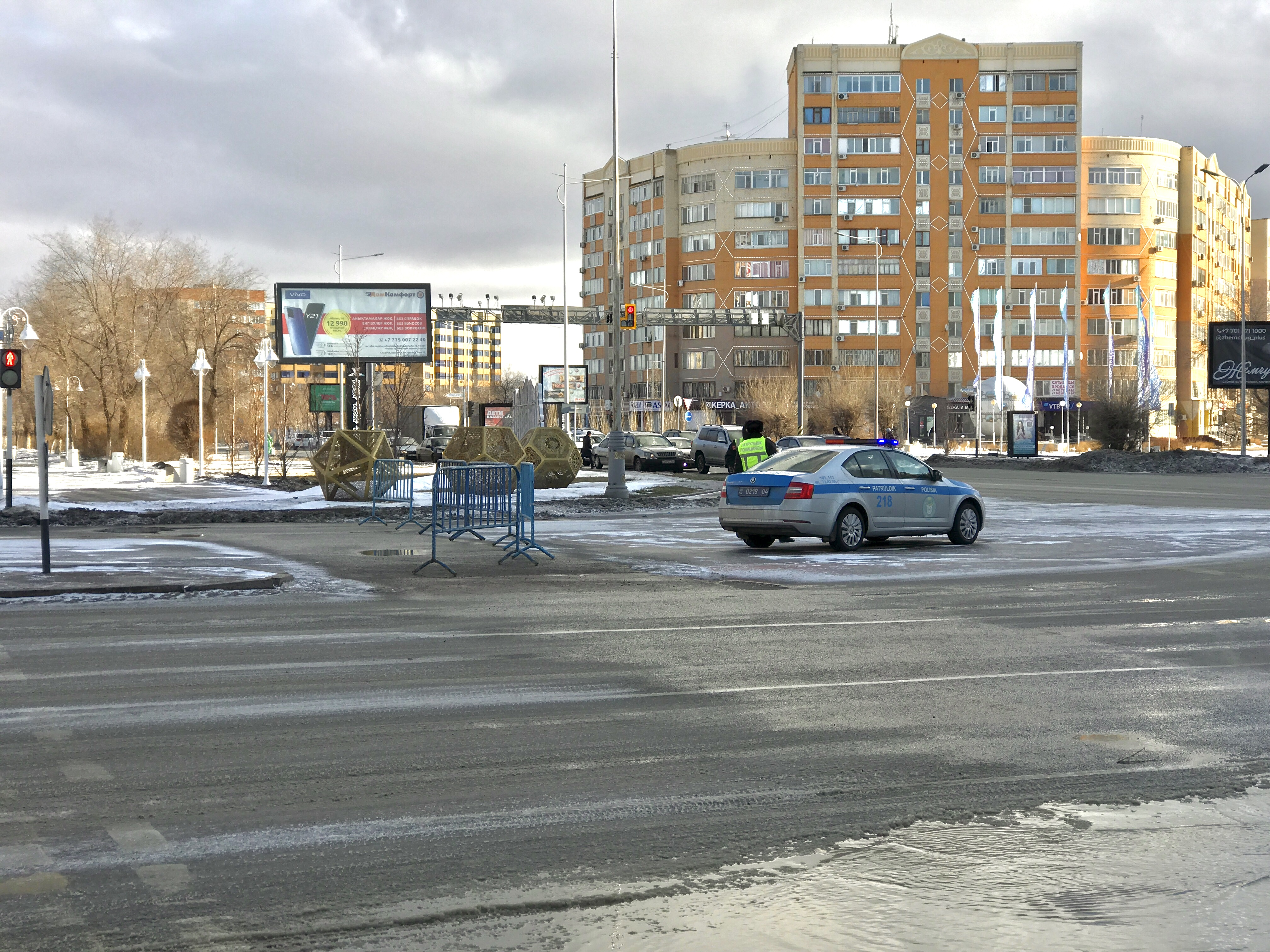
Un posto di blocco ad Aqtobe
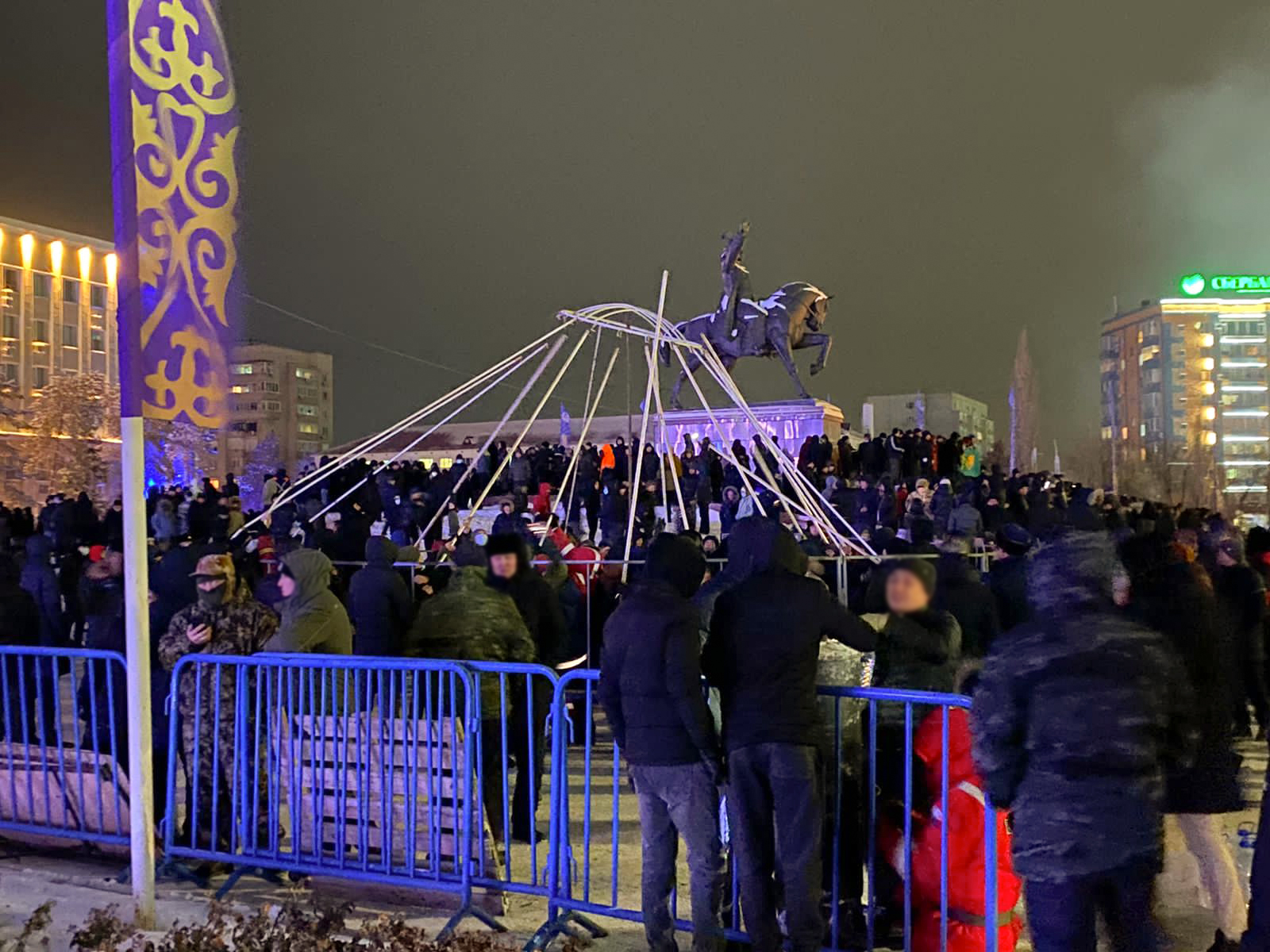
Manifestanti nella piazza principale di Aqtobe nel gennaio del 2022